# Naranjito (Costa Rica)
Naranjito es un distrito del cantón de Quepos, en la provincia de Puntarenas, de Costa Rica.

## Historia
Naranjito fue creado el 11 de agosto de 1971 por medio de Decreto 1904-G.

## Geografía
Naranjito cuenta con un área de 105,33 km² y una altitud media de 95 m s. n. m.

## Demografía
Para el año 2022, Naranjito cuenta con una población estimada de 5504 habitantes, y para el último censo efectuado, en 2011, Naranjito contaba con una población de 3677 habitantes.

## Localidades
- Poblados: Bijagual, Buenos Aires, Capital, Concepción, Cotos, Londres, Negro, Pascua, Paso Indios, Paso Real, Sábalo, Santa Juana, Tocorí, Villanueva.

## Transporte

### Carreteras
Al distrito lo atraviesan las siguientes rutas nacionales de carretera:
- Ruta nacional 616